# قشاطة أسفلت

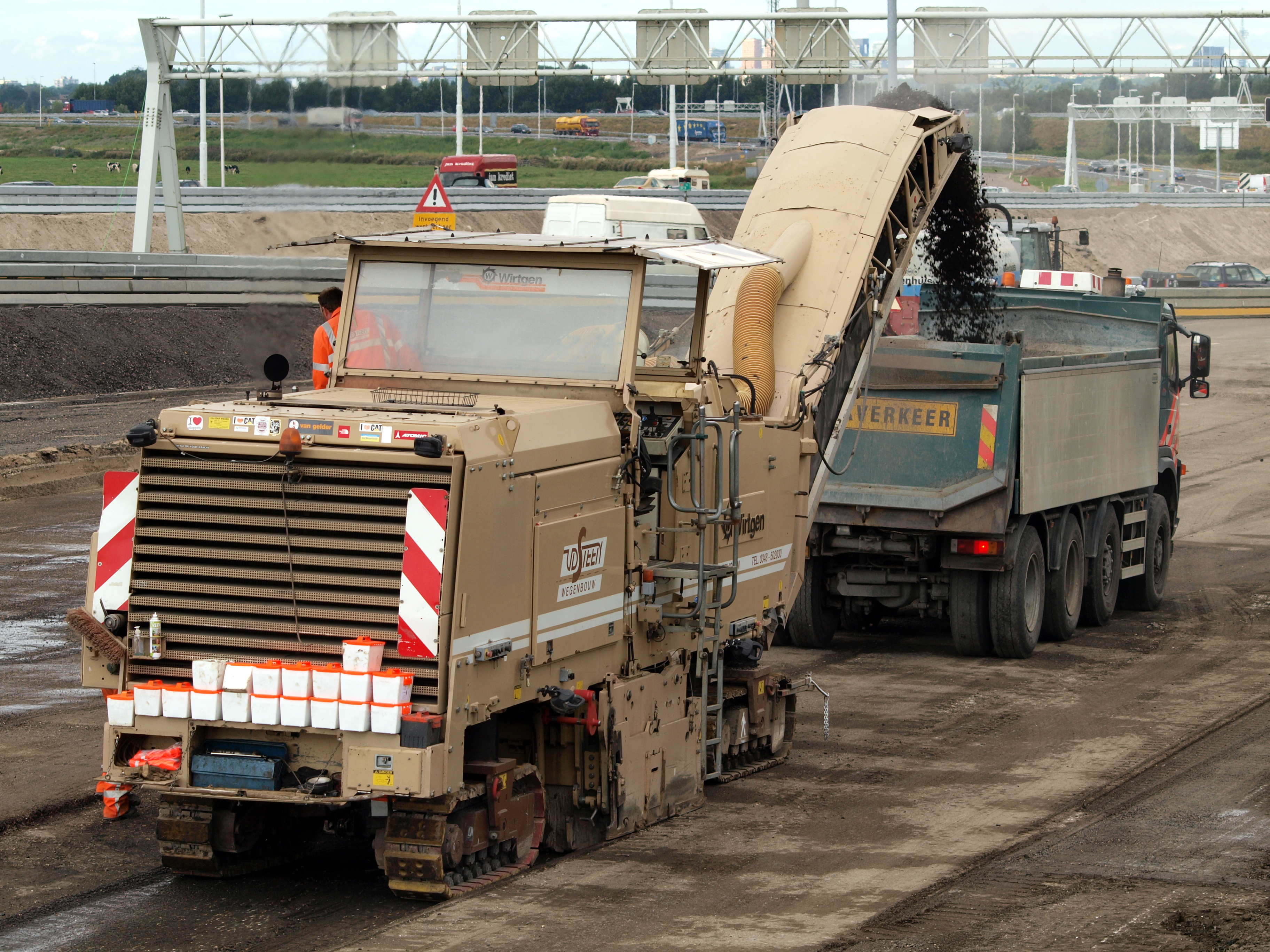
قشاطة أسفلت أثناء عملها

قشاطة أسفلت (بالإنجليزية: Cold planer أو Cold milling machine)‏ هي أحد المعدات الهندسية الثقيلة التي تقوم بقشط طبقة سطح الطريق الإسفلتية أو البيتونية وتخريشها بنفس الوقت. وتصنف إلى فئات حسب عروض وارتفاع القشط.
تعد شركة ورتجين الألمانية أول من قام بصنع قشاطات الاسفلت، وتوجد الآن قشاطات أسفلت بداية من عرض 35 سم و50 سم حتى 2200 سم.

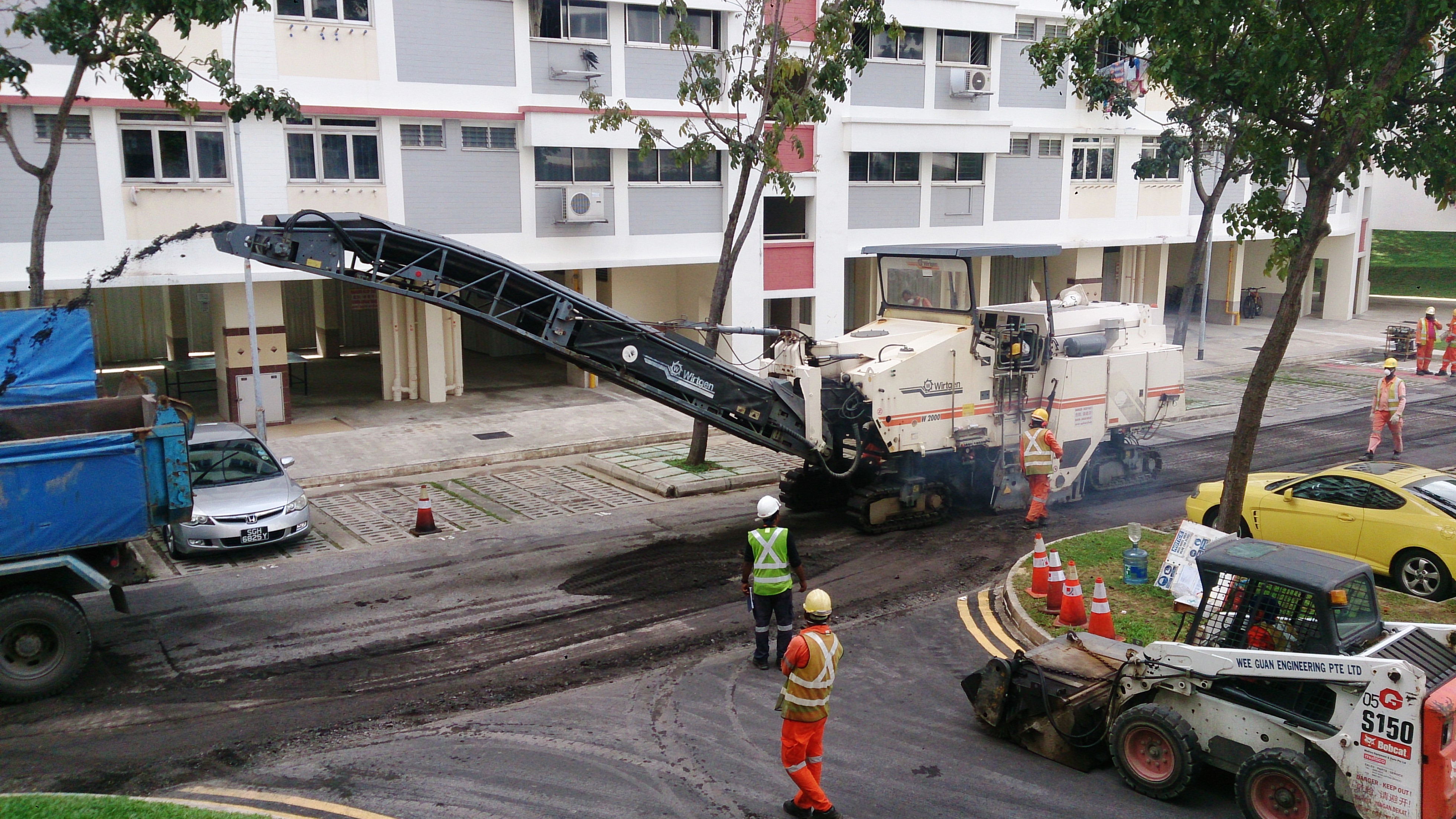
طريق أسفلتي يتم كشطه تمهيداً لإعادة رصفه

## الغرض
إعادة تدوير سطح الطريق هوالسبب الرئيس لكشط سطحه. يستخدم الكشط على نطاق واسع في هذه الأيام، حيث يتم إزالة الرصيف ومن ثم طحنه لاستخدامه ركام في الرصيف الجديد. الناتج من عملية الطحن هو رصيف أسفلت مستصلح (بالإنكليزية: reclaimed asphalt pavement)، والذي يمكن أن يعاد تدويره في خلطات الأسفلت الساخن من خلال دمجه مع ركام جديد ومادة البيتومينالرابطة. هذه العملية تقلل التأثيرات السلبية لعمل رصفة جديدة على البيئة.
يمكن للكشط أن يزيل العيوب من على سطح الرصفة، وبالتلي توفير تجربة قيادة أفضل، وعمر أطول للطريق. ومن العيب التي يمكن للكشط أن يزيلها ما يلي:
- نزف: وهو انتقال البيتومين للأعلى وظهوره على سطح الطريق.
- التخدد: وهو تكون مناطق منخفضة على طول مسار محاور العجلات.

كذلك يمكن استخدامه في التحكم أو تغيير ارتفاع كل أو جزء من الطريق. وأيضاً يمكن استخدامه لتغيير ميل الطريق مما يساعد في تصريف المياه.

## الأنواع
حددت جمعية إعادة تدوير واستصلاح الأسفلت خمس فئات من الكشط البارد للأسفلت، والتي اعتمدتهم الإدارة الفيدرالية للطرق. هذه الفئات هي:
- الفئة الأولى: الكشط لإزالة التشوهات في سطح الرصفة.
- الفئة الثانية: الكشط حتى عمق ثابت حسب المخططات والمواصفات.
- الفئة الثالثة: نفس الفئة الثانية ولكن بميل عرضي.
- الفئة الرابعة: الكشط حتى طبقة الأساس أو التربة الطبيعية ( كشط كامل).
- الفئة الخامسة: الكشط حتى أعماق مختلفة وفي أماكن متنوعة.